# Psalmul 1

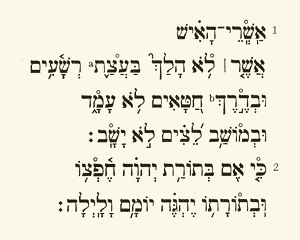
Psalmul 1 în limba ebraică (cu, puncte de accentuare vocală)

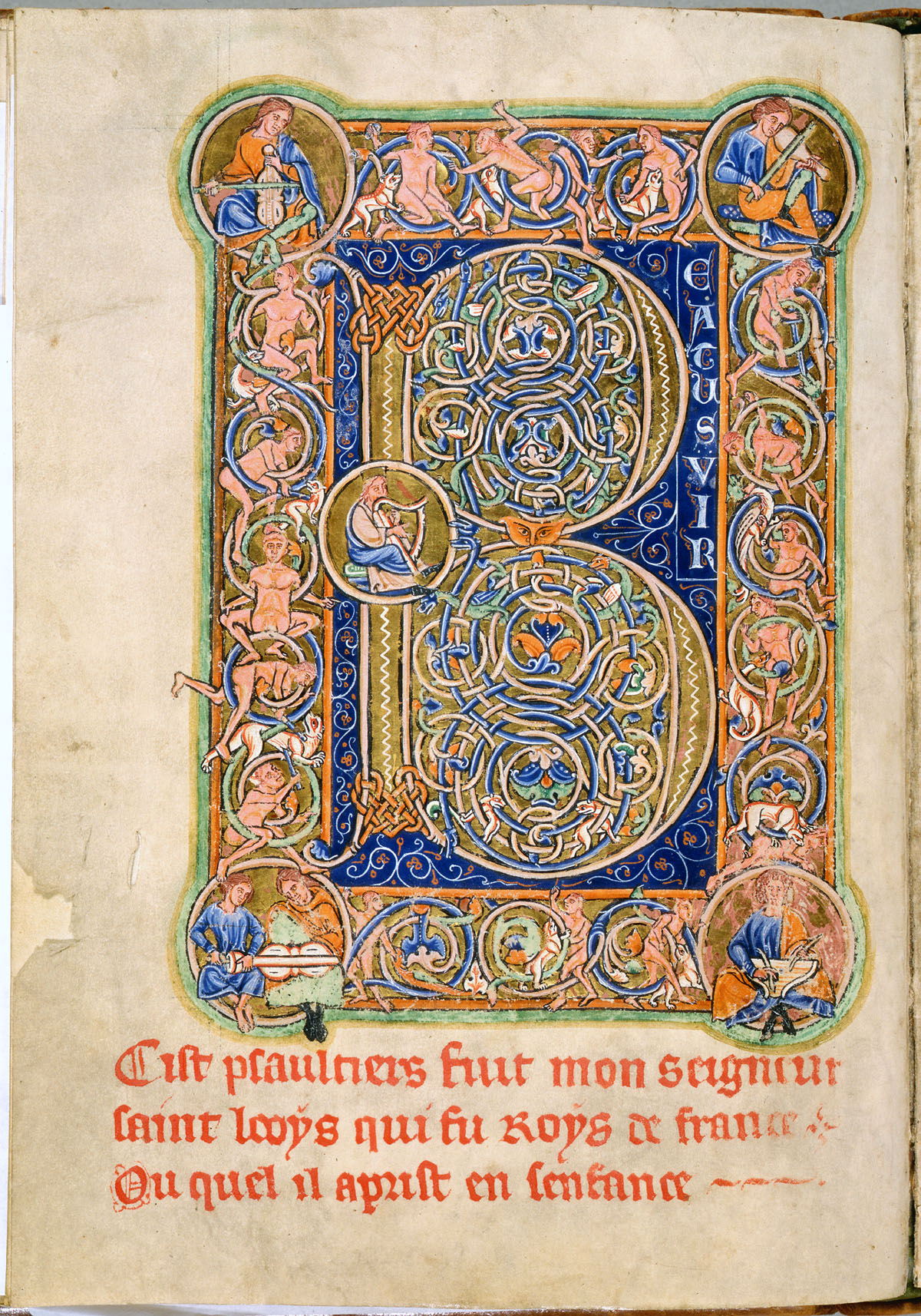
Beatus initial din manuscriptul psaltic Leiden Psalter of Saint Louis

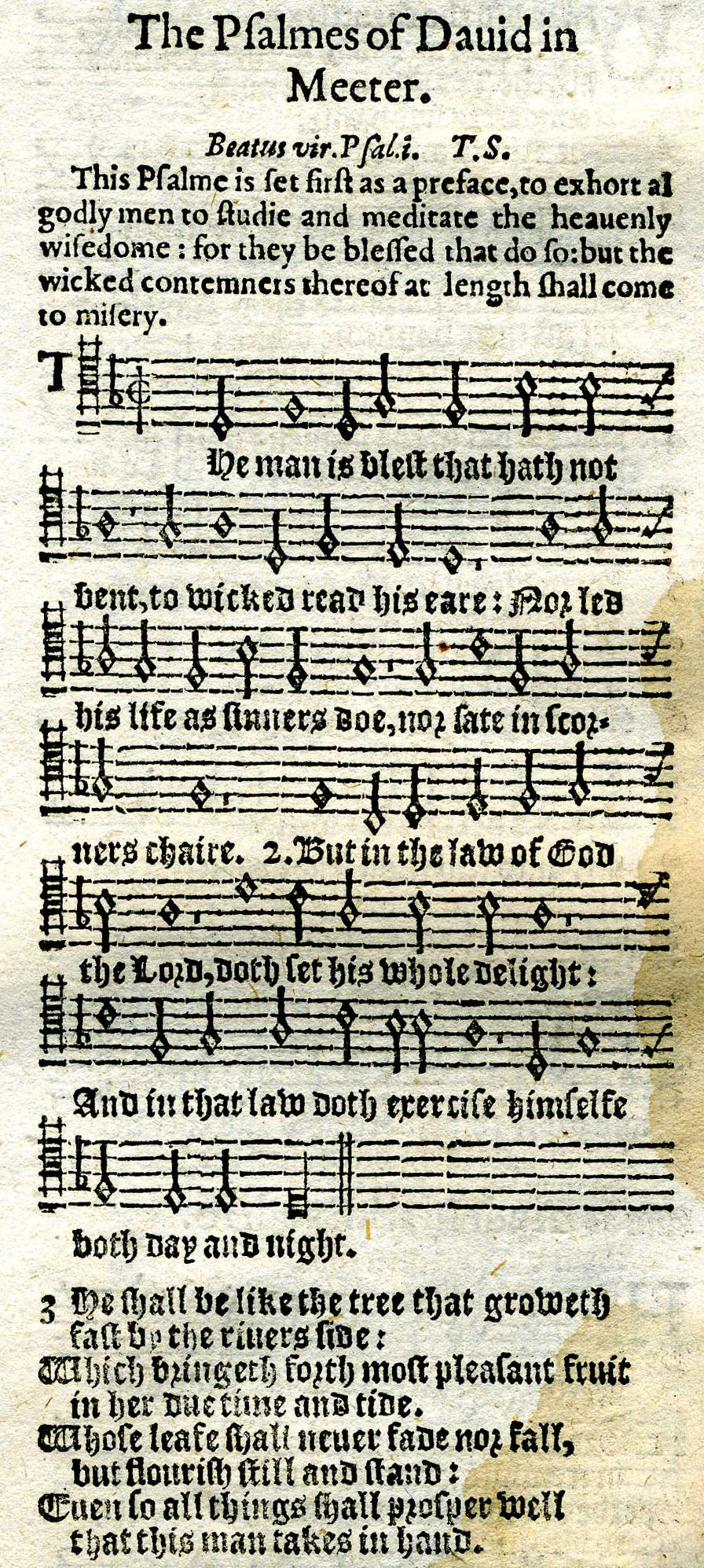
O versiune metrică a Psalmului 1 din 1628. Melodia începe într-o tonalitate minoră.

Psalmul 1 este primul dintre Psalmii din Biblia ebraică.
Ca majoritatea psalmilor, realizează un contrast între omul „neprihănit” (tzadik צדיק) și omul „rău” sau „nelegiuit” (rasha` רשע) sau "păcătos" (chatta'  חטא). Omul neprihănit este cel care își dorește să cunoască legile lui Dumnezeu, are o judecată bună și evită compania celor răi. Astfel, el are capacitatea de a supraviețui perioadelor dificile din viață, fiind sub protecția lui Dumnezeu. Pe de altă parte, omul păcătos este ca pleava pe care o spulberă vântul atunci când se confruntă cu probleme. Autorul Psalmului afirmă că judecata este momentul în care neprihăniții și păcătoșii vor merge pe căi diferite. Calea aleasă de cei răi duce la pierzare, iar în ziua judecății, ei se vor confrunta cu consecințele naturale ale acestei alegeri.
Beatus vir, "Binecuvântat este omul ...", în latină, sunt primele cuvinte din Biblia Vulgata din  Psalmul 1 și Psalmul 112 (111). În manuscrisele psaltice (anluminuri), începutul textelor psalmilor principali a fost marcat în mod tradițional cu litera B, de la „Beatus”, iar primele două cuvinte de la început sunt mult mai mari decât restul textului. Între ele, acestea ocupă adesea o pagină întreagă. Binecuvântările inițiale au fost semnificative în dezvoltarea picturilor din manuscrise, ca locație a mai multor evoluții în utilizarea inițialelor⁠(d) ca accent al picturii. 

## Textul întreg
„Psalmul 1
1 Ferice de omul care nu se duce la sfatul celor răi, nu se oprește pe calea celor păcătoși și nu se așează pe scaunul celor batjocoritori,
2 ci își găsește plăcerea în Legea Domnului și zi și noapte cugetă la Legea Lui!
3 El este ca un pom sădit lângă un izvor de apă, care își dă rodul la vremea lui și ale cărui frunze nu se vestejesc; tot ce începe duce la bun sfârșit.
4 Nu tot așa este cu cei răi, ci ei sunt ca pleava, pe care o spulberă vântul.
5 De aceea cei răi nu pot ține capul sus în ziua judecății, nici păcătoșii, în adunarea celor neprihăniți.
6 Căci Domnul cunoaște calea celor neprihăniți, dar calea păcătoșilor duce la pieire.”

## Istoric
Cartea Psalmilor este subdivizată în 5 părți. Psalmul 1 aparține primei părți, care cuprinde psalmii de la 1 la 41. Psalmul 1 a fost considerat de unii drept începutul primei părți, în timp ce în unele traduceri, a fost considerat  prologul întregii cărți, iar în altele Psalmul 1 este combinat cu Psalmul 2.

Patrick D. Miller sugerează că Psalmul 1 „pregătește terenul” pentru Psaltire prin „identificarea căii binelui și a celor răi, precum și soarta fiecăruia”, dar prin „accentul pus pe Tora, bucuria de a studia Legile Domnului și beneficiile de care au parte cei care păstrează Legea.” Stephen Dempster⁠(d) sugerează că psalmul de asemenea, servește drept introducere în Kevitum, cea de-a treia secțiune a cărții Tanakh. Dempster accentuează asemănările dintre Psalmul 1:2-3 și Iosua 1:8–9
 (primul capitol al Profeților) – în ambele pasaje, cel care meditează la legea prosperă:
Cartea aceasta a legii să nu se depărteze de gura ta; cugetă asupra ei zi și noapte, căutând să faci tot ce este scris în ea, căci atunci vei izbândi în toate lucrările tale și atunci vei lucra cu înțelepciune.

## Părți

### Omul neprihănit
„Ferice de omul care nu se duce la sfatul celor răi, nu se oprește pe calea celor păcătoși și nu se așează pe scaunul celor batjocoritori, ci își găsește plăcerea în Legea Domnului și zi și noapte cugetă la Legea Lui!
 El este ca un pom sădit lângă un izvor de apă, care își dă rodul la vremea lui și ale cărui frunze nu se vestejesc; tot ce începe duce la bun sfârșit.”
Un om neprihănit nu ascultă de sfatul omului rău și nu socializează cu păcătoșii. Un om neprihănit nu se oprește pe calea celor răi și nici nu își bate joc de alții. În conformitate cu Cartea Proverbe, omul batjocoritor nu caută sfaturi înțelepte, iar răspunsul lui Dumnezeu este să-și bată joc și El de ei; celor smeriți, în schimb, le dă har.
Psalmul 1 descrie câteva atribute ale omului neprihănit.Omul cinstit nici măcar nu merge pe același drum cu cei răi. În Psalmul 23, David aseamănă călăuzirea lui Dumnezeu în căile dreptății cu îndrumarea unui păstor pe care le-o dă oilor sale , iar în Psalmul 25, el se roagă pentru o mai bună înțelegere a căii lui Dumnezeu. În Psalmul 119, David scrie categoric „urăsc orice cale a minciunii,” care înseamnă orice cale care se abate de la cea a lui Dumnezeu. Un om neprihănit nu doar că  ignoră sfatul celor răi, ci studiază legea Domnului în fiecare zi pentru îndrumare și înțelegere. În Psalmul 119, David se referă la cuvântul lui Dumnezeu ca o lumină care revelează calea vieții. El este fericit să cugete la Legea lui Dumnezeu.
Omul neprihănit este comparat cu un pom sădit lângă un izvor de apă. Roadele sale sunt bogate și în orice face, el înflorește. Profetul Ieremia a scris un pasaj similar: „Binecuvântat să fie omul care se încrede în Domnul și a cărui nădejde este Domnul! Căci el este ca un pom sădit lângă ape, care-și întinde rădăcinile spre râu”. Apoi a elaborat: „nu se teme de căldură, când vine, și frunzișul lui rămâne verde; în anul secetei, nu se teme și nu încetează să aducă rod.” Ieremia sugera că un avantaj a încrederii în Domnul este capacitatea de a rezista perioadelor dificile. Unii comentatori au interpretat acest lucru în sensul că acțiunile omului cinstit (roadele) sunt o reprezentare coerentă a mărturisirii credinței.

### Omul păcătos
„Nu tot așa este cu cei răi, ci ei sunt ca pleava pe care o spulberă vântul. De aceea, cei răi nu pot ține capul sus în ziua judecății, nici păcătoșii, în adunarea celor neprihăniți.”
Cuvântul nelegiuiți sau „răi” se referă la oamenii care încalcă poruncile Domnului. Se referă la o persoană a cărei minte este îndreptată spre fărădelegi și care cedează impulsurilor răului. „Păcătos” se referă la cei care au păcătuit în fața Domnului și care sunt necurați, alungați din rândul Israeliților. Cei răi sunt vulnerabili în vremurile grele. Aceștia sunt comparați cu pleava pe care o spulberă vântul. Cei răi nu mai trebuie să fie judecați, întrucât ei și-au ales deja calea.

### Atributele lui Dumnezeu
„6 Căci Domnul cunoaște calea celor neprihăniți, dar calea păcătoșilor duce la pieire.”
YAHWE (cunoscut ca „Domnul” în VDC) este menționat în mod specific în această încheiere a Psalmului 1. El îi binecuvântează pe cei care sunt drepți și umblă pe căile Lui. Domnul îl face pe cel neprihănit să se bucure de legea Lui. El Îi urăște calea păcătoșilor și dorește ca poporul Său să rămână separat de ei. Dumnezeu va avea grijă de cei drepți. El se va asigura că odată ce oamenii păcătoși mor, căile rele dispar și nu sunt transmise în generațiile neprihăniților. Domnul veghează asupra celor drepți, dar nu îi protejează pe cei nelegiuiți, de sfârșitul atras de alegerile lor.

## Aranjamente și spectacole
Mulți oameni au adaptat cuvintele psalmului pe muzică. Poetul englez John Milton a tradus Psalmul 1 în versuri în limba engleză în 1653. Poetul scoțian Robert Burns a parafrazat psalmul, referindu-se la „omul, oriunde se află în viață, ... care nu se duce la cei răi, nici învață căile lor vinovate!”
Muzicianul Kim Hill a compus un cântec denumit „Psalmul 1”.
Versetul 1 se găsește în Pirkei Avot Capitolul 3, nr. 3.

## Legături externe
- Psalm 1:1 commentary Arhivat în 8 mai 2018, la Wayback Machine. via byspirit.net Arhivat în 21 aprilie 2018, la Wayback Machine.
- Psalm 1 read aloud in Hebrew with musical accompaniment.
- Psalm 1 read aloud in German with musical accompaniment
- Psalm 1 in Hebrew and English with commentary on specific Hebrew words.
- Analysis of the Hebrew Poetry in Psalm 1
- The happy man of Psalm 1, from the Jewish Bible Quarterly